# Fotonkorszak
A fizikai kozmológiában a fotonkorszak a korai világegyetem azon evolúciós korszakát jelenti, amikor a fotonok dominálták az univerzum energiáját. A fotonkorszak akkor kezdődött, amikor a leptonkorszak után a legtöbb lepton és antilepton megsemmisült, az ősrobbanás után körülbelül 10 másodperccel.
Az atommagok a nukleoszintézis folyamata során keletkeztek, amely a fotonkorszak első néhány percében zajlott le. A fotonkorszak maradványaként az univerzum az atommagok forró és sűrű plazmáját alkotta. 379 000 évvel az ősrobbanás után a hőmérséklet lecsökkent addig a pontig, amikor az atommagok vegyülni tudtak az elektronokkal, és így létrejöttek a semleges atomok. Ennek eredményeként a fotonok többé nem vettek részt gyakran a kölcsönhatásban, az univerzum transzparenssé változott, létrejött a kozmikus mikrohullámú háttérsugárzás, és kezdetét vette a különböző szerkezetek (galaxisok stb.) kialakulása.